# Дюбарри, Жанна
Жанна Бекю́ (фр. Jeanne Bécu de Cantigny), по мужу — графиня Дюбарри́ (фр. comtesse du Barry; 19 августа 1743[…], Вокулёр, Лотарингия, Королевство Франция — 8 декабря 1793[…], Париж) — официальная фаворитка французского короля Людовика XV, являвшаяся, по одной из версий, незаконнорождённой дочерью монаха-францисканца Гомара де Вобернье. Помимо фамилий матери (Бекю) и отца (де Вобернье), пользовалась также псевдонимом Ланж (фр. Lange, от l’ange — «ангел»).

## Биография
Согласно наиболее вероятной версии, Жанна родилась от связи швеи Анн Бекю (фр. Anne Bécu de Cantigny; 1713—1788) с монахом-францисканцем Жан-Жаком-Батистом Гомаром де Вобернье (фр. Jean-Jacques-Baptiste Gomard de Vaubernier; ок. 1715—1804). В молодости была проституткой, модисткой и продавщицей, затем поселилась в доме графа Жана-Батиста Дюбарри (1723—1794). Людовик XV приблизил Жанну к себе, 1 сентября 1768 года устроив её брак с младшим братом графа Дюбарри, Гийомом (1732—1811), а в 1769 году представив ко Двору.
Премьер-министр Шуазёль тщетно старался её низвергнуть и вызвал этим только собственную отставку. Хотя фаворитка мало вмешивалась в правительственные дела, но способствовала возвышению герцога д’Эгийона и поддерживала его против парламента.
После смерти Людовика XV она была арестована и заключена в монастырь. В апреле 1775 года графиня Дюбарри была освобождена. Оказавшись на свободе, она приобрела усадьбу в горной деревушке Сент-Врен, но чувствовала себя там одиноко. В октябре 1776 года министр Морепа добился для неё королевского позволения вернуться в Лувесьенское имение, которое Людовик XV передал Дюбарри ещё в 1769 году в узуфрукт.
Для графини Дюбарри ювелир Боемер изготовил ценное ожерелье, после смерти Людовика XV попавшее в руки мошенников и ставшее причиной скандального дела.
Дюбарри вызывала почти всеобщую народную ненависть и считалась одним из символов преступлений старого режима, хотя в действительности — как и большинство других людей, близких к королевскому дому и ставших жертвами революции — ни к каким одиозным политическим акциям причастна не была. В вину ей можно поставить только расточительство (впрочем, обычное для аристократии того времени).
Во время революции мадам Дюбарри была предана суду и гильотинирована по обвинению в том, что якобы помогала эмигрантам и вступила в сношения с приверженцами Бриссо (жирондистами). Умерла без обычных в то время твёрдости и стойкости: ей приписывают восклицание, которое она повторила бесчисленное количество раз перед смертью: «Ещё минуточку, господин палач!» (фр. Encore un moment, monsieur le bourreau).
Согласно легенде, в юности будущая графиня имела связь с палачом Анри Сансоном, от руки которого и приняла смерть на эшафоте.
В союзе с Гийомом Дюбарри имела сына, Александра Эдмона Дюбарри по прозвищу Лоло (фр. Alexandre Edmé "Lolo" Dubarry; 1769—1837), ставшего кадровым военным и одним из основателей южнофранцузского археологического общества в Тулузе.

## Образ в искусстве

### В литературе
- Является одной из героинь романа Александра Дюма «Жозеф Бальзамо, или Записки врача» (Joseph Balsamo, 1846—1848), пьесы «Жозеф Бальзамо».
- Ей посвящена книга из серии «Интимный кабинет истории» — «Графиня мадам Дю Барри, любовница Людовика XV, короля Франции (Французская Мессалина)» (1910).
- Является персонажем романа Бенждамина Рошфора «Фанфан Тюльпан», где автор сделал её матерью Фанфана Тюльпана, которого она родила в шестнадцатилетнем возрасте от герцога Орлеанского.
- Упоминается Ф.М. Достоевским в «Дневник писателя» (1876—1881) в размышлениях о её последних минуты жизни.

### В кино
Мадам Дюбарри — главная героиня нескольких фильмов:
- Немой ленты Дж. Гордона Эдвардса (США, 1917). Главную роль играет Теда Бара.
- Немой ленты Эрнста Любича (Германия, 1919). Главную роль играет Пола Негри.
- «Дю Барри, страстная женщина» Сэм Тейлор (США, 1930). Главную роль играет Норма Толмадж.
- Чёрно-белого фильма Уильяма Дитерле (США, 1934). Главную роль играет Долорес дель Рио.
- Цветного фильма Кристиан-Жака (Франция, 1954). Главную роль играет Мартин  Кароль.
- «Жанна Дюбарри» (Франция, 2023). Режиссёром и исполнительницей главной роли выступила Майвенн Ле Беско.

Кроме того, персонаж появляется в фильмах:
- «Вернёмся на Елисейские поля[фр.]» (Франция, 1938). Дюбарри здесь играет Ариан Пате.
- «Мария-Антуанетта (фильм, 1938)» Глэдис Джордж
- «Дюбарри была леди» (1943) Люсиль Болл
- «Мария-Антуанетта — королева Франции» (1956)
- «Роза Версаля», (Япония, 1979)
- «Мария-Антуанетта» Софии Копполы (2006). Роль Дюбарри исполнила Азия Ардженто.
- «Мария-Антуанетта. Подлинная история» (2006). Роль Дюбарри исполнила Элен Флоран.
- «Людовик XV: Чёрное солнце»[фр.] (Франция, 2009). В роли Дюбарри — Корали Ревель.
- «Мария-Антуанетта» (сериал, 2022). Роль Дюбарри исполнила Гайя Вайсс.